# Medinila

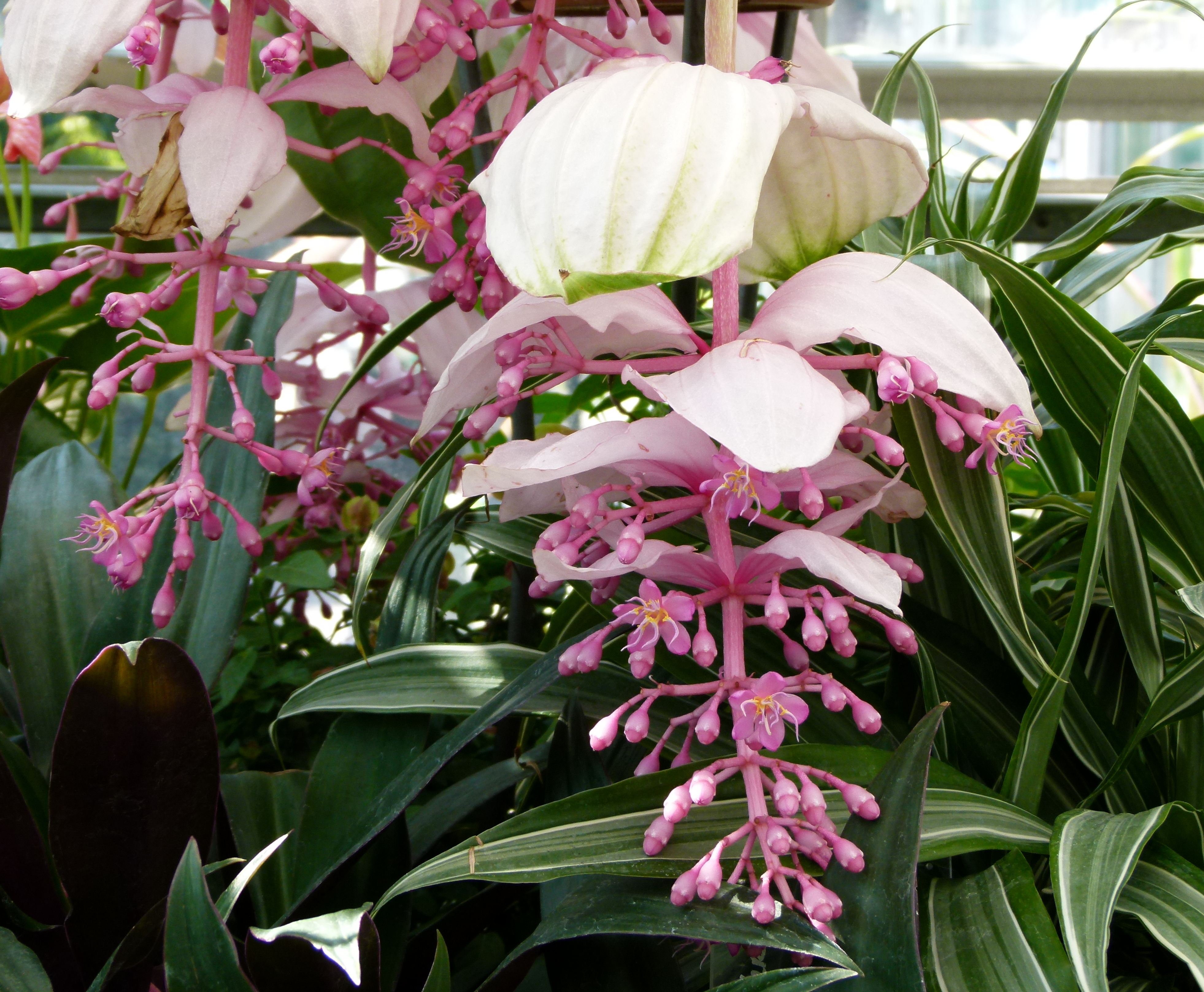
Květenství Medinilla magnifica

Medinila (Medinilla) je rod rostlin z čeledi melastomovité. Zahrnuje přes 300 druhů a je rozšířen v tropech Starého světa. Medinily jsou pozemní nebo epifytní dřeviny s jednoduchými vstřícnými listy s charakteristickou žilnatinou a s květy v nápadných květenstvích. Některé druhy se pěstují jako okrasné rostliny, nejznámější je Medinilla magnifica, pocházející z Filipín.

## Popis
Medinily jsou nejčastěji keře nebo malé stromy, řidčeji i liány. Rostou na zemi nebo jako epifyty. Stonky jsou čtyřhranné nebo oblé, u některých zástupců mohou být sukulentní nebo korkovité. Listy jsou vstřícné nebo přeslenité, řapíkaté nebo přisedlé, celokrajné nebo na okraji zubaté, obvykle lysé. Žilnatina listů je charakteristická, hlavní střední žilka se větví na několik nápadných souběžných žilek směřujících k vrcholu listu a propojených většinou málo zřetelnými postranními žilkami. Květy jsou uspořádané ve vrcholících nebo vrcholičnatých latách, květenství jsou vrcholová nebo postranní, někdy vyrůstají ze starších holých stonků nebo dokonce z uzlin oddenku. Květy jsou čtyřčetné nebo řidčeji až šestičetné, stopkaté, s miskovitou, nálevkovitou, zvonkovitou nebo trubkovitou češulí. Kalich je srostlý, laloky jsou zřetelné nebo nezřetelné. Korunní lístky jsou vejčité, obvejčité až téměř okrouhlé. Tyčinek je dvojnásobný počet oproti počtu korunních lístků a jsou obdobného nebo lehce rozdílného tvaru a velikosti. Prašníky jsou čárkovité, kopinaté až podlouhlé, na bázi s hrbolky až přívěsky, na vrcholu zobanité. Spojidlo prašníků tvoří ostruhu. Semeník je spodní. Plodem je kulovitá nebo vejcovitá bobule obsahující mnoho drobných semen.

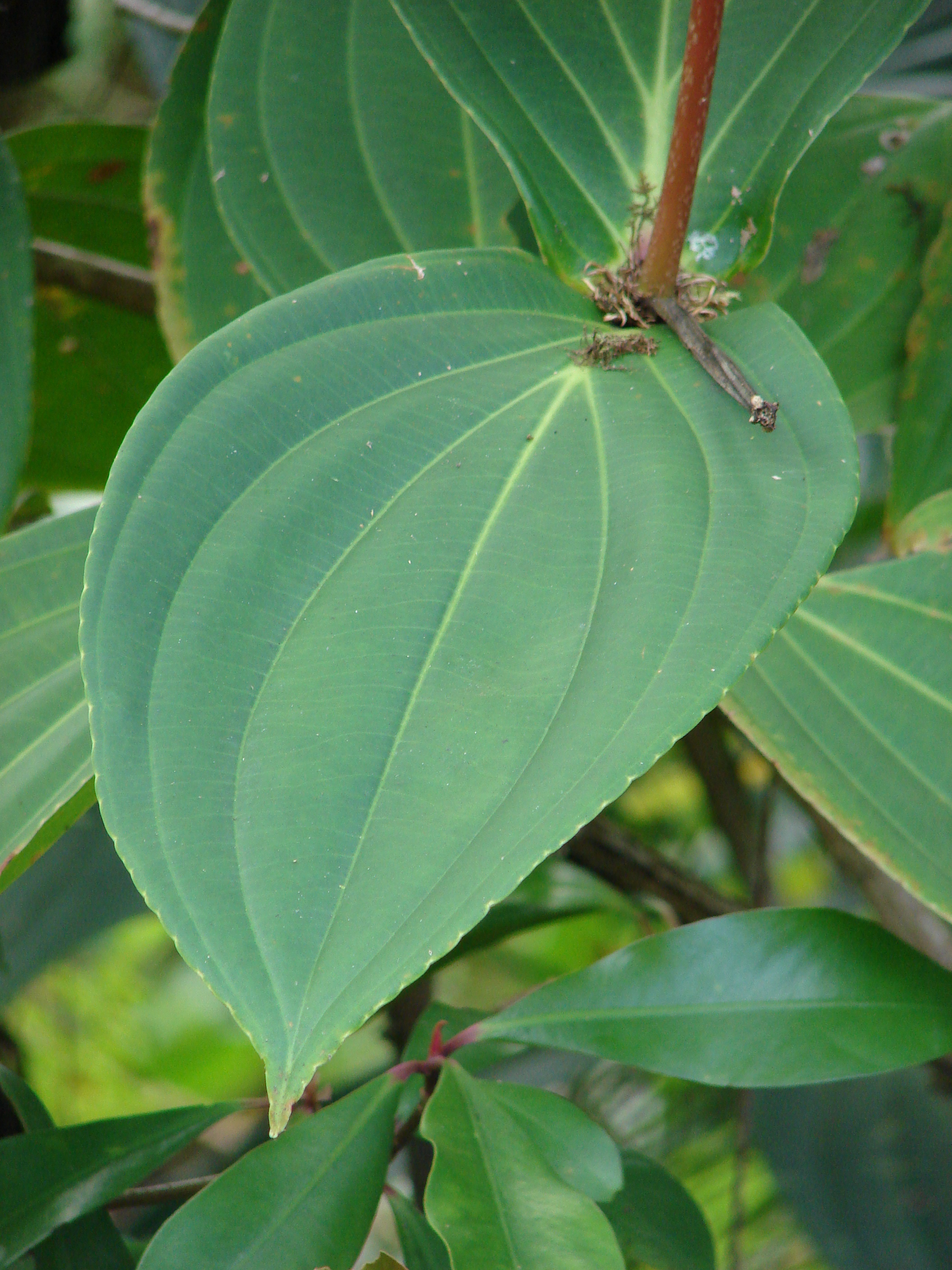
Detail listu Medinilla cumingii
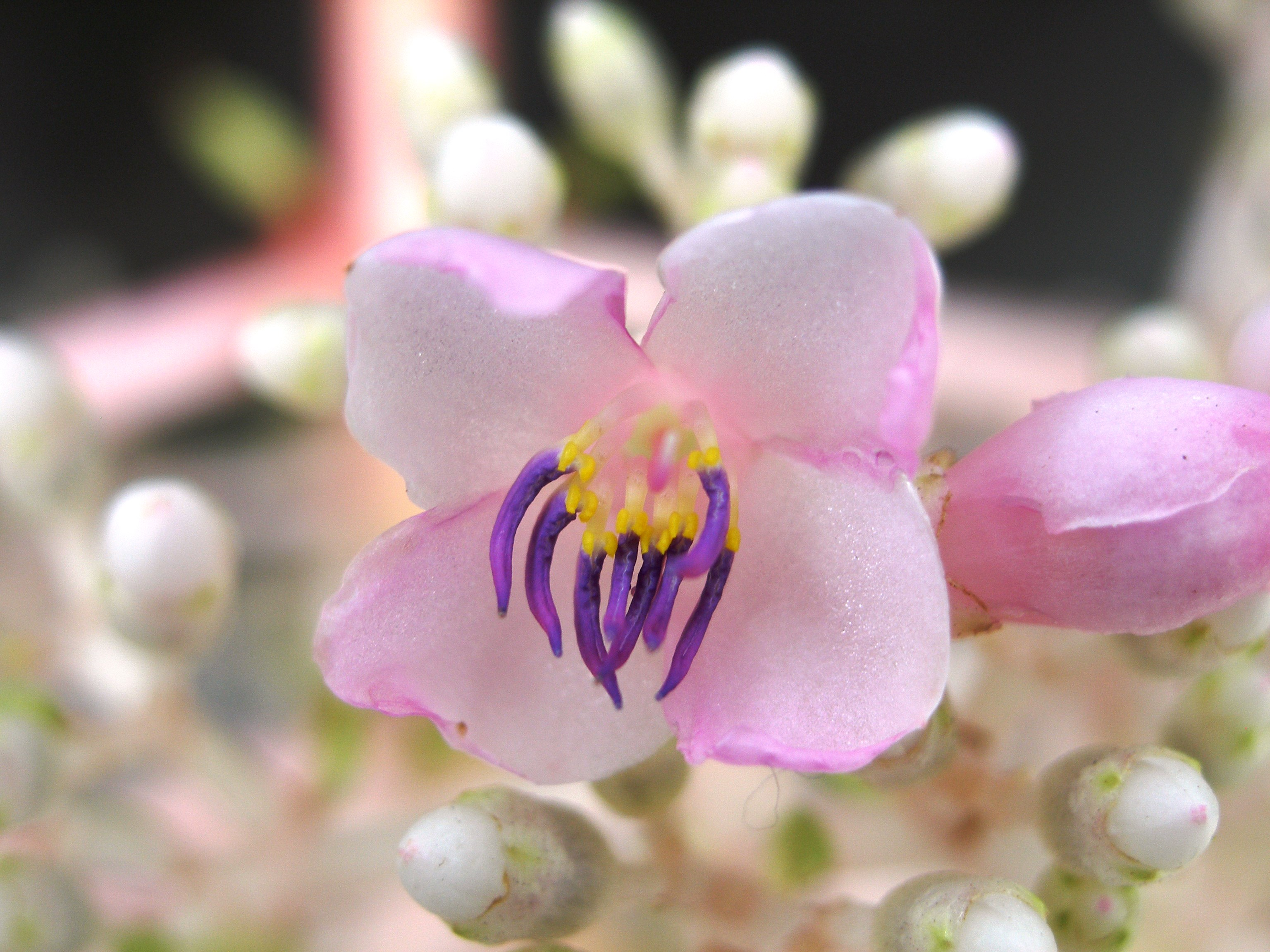
Květ Medinilla magnifica
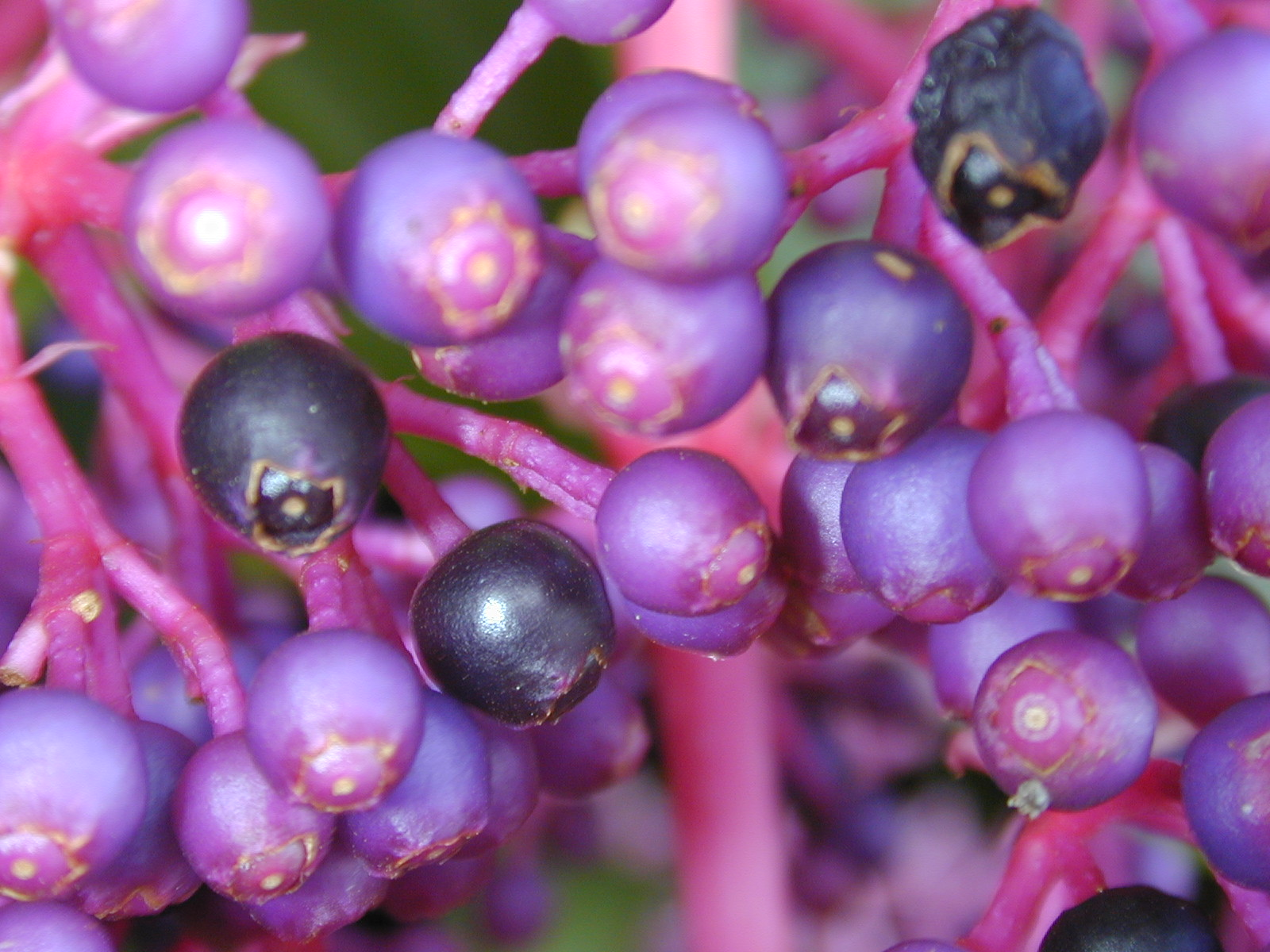
Nezralé plody Medinilla cumingii

## Rozšíření
Rod medinila zahrnuje asi 300 až 400 druhů. Je rozšířen v tropické Africe, Madagaskaru, Asii, Tichomoří a severovýchodní Austrálii. Nejvíce druhů se vyskytuje v jihovýchodní Asii (asi 85 druhů, zejména na Filipínách a Borneu) a na Madagaskaru (70 druhů). Z kontinentální Afriky jsou uváděny jen 2 druhy, z australského Queenslandu jeden.

## Význam
Nejznámějším druhem je Medinilla magnifica, pocházející z Filipín. Rostlina je nápadná bizarním květenstvím s velkými narůžovělými listeny. Je pěstována jako botanická zvláštnost zejména v botanických zahradách. Z dalších druhů jsou pěstovány např. Medinilla miniata, M. myriantha a M. scortechinii, pocházející vesměs rovněž z oblasti jihovýchodní Asie. Ze sbírek českých botanických zahrad je uváděna celá řada dalších druhů.